# Atari 1020

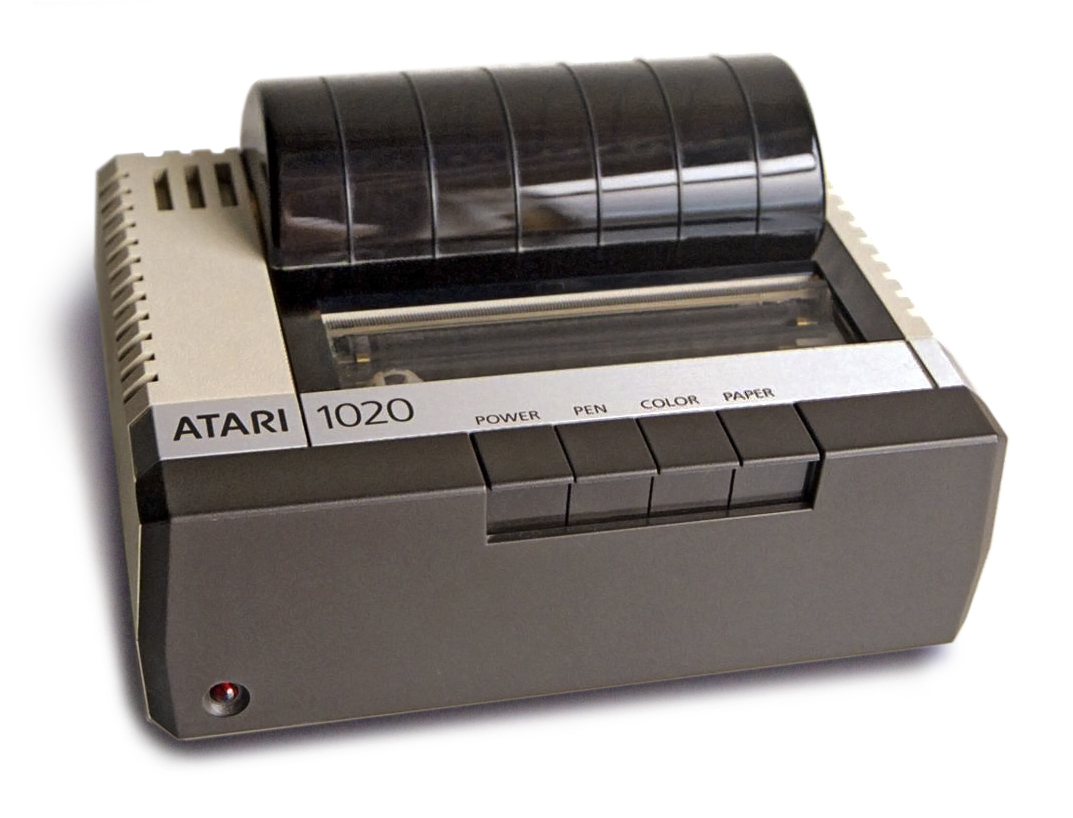
Atari 1020

Der Atari 1020 ist ein 4-Farben-Plotter, der von der Firma Atari, Inc. für die Atari-8-Bit-Heimcomputer ab 1983 vertrieben wurde.
Der 1020 funktionierte auf der Basis eines Plottermechanismus, der von der Firma ALPS hergestellt wurde. Die gleiche Mechanik bildete die Grundlage für verschiedene andere low-cost Plotter in dieser Zeit, wie den Commodore 1520, den Oric MCP-40, den Tandy/RadioShack CGP-115. Der Atari 1020 Plotter wurde über die SIO Schnittstelle mit dem Atari 8-Bitbus verbunden.
Der 1020 konnte Texte mit 20, 40 oder 80 Zeichen drucken sowie Graphiken auf einer Druckbreite von 114 Millimeter ausgeben. Die Graphiken wurden erzeugt, indem einer von vier Farbstiften benutzt wurde, um Linien zu zeichnen. Dabei wurde eine Kombination von horizontalen und vertikalen Bewegungen durchgeführt, um diagonale Linien zu erhalten. In der kleinsten Schriftgröße können mit für die damalige Zeit akzeptabler Geschwindigkeit bis zu 80 Zeichen pro Zeile geschrieben werden.
Die Steuerung des Plotters war über das Atari BASIC möglich.